# KSŻ Krosno
KSŻ Krosno – polski klub żużlowy z Krosna. W latach 2002–2006 brał udział w rozgrywkach ligowych. W późniejszym czasie przestał funkcjonować.

## Historia
Od 1997 roku w lidze startowało ŻKS Krosno. Następnie przed sezonem 2002 ŻKS przestał istnieć, a w jego miejsce powstało KSŻ Krosno.
4 stycznia 2007 PZM odmówił KSŻ Krosno przyznania licencji na start w II lidze z powodu nieuregulowania zobowiązań. Cztery dni później powołano nowe Krośnieńskie Stowarzyszenie Motorowe Krosno, którego celem był start w II lidze. KSM licencję otrzymało 1 kwietnia.

## Poszczególne sezony
| Sezon | Rozgrywki ligowe | Rozgrywki ligowe | Rozgrywki ligowe | Uwagi                                      |
| Sezon | Liga             | Liga             | Miejsce          | Uwagi                                      |
| ----- | ---------------- | ---------------- | ---------------- | ------------------------------------------ |
| 2002  | III              | II liga          | 5/7              |                                            |
| 2003  | III              | II liga          | 4/6              |                                            |
| 2004  | III              | II liga          | 2/6              | 4. miejsce w rozgrywkach łączonych o awans |
| 2005  | II               | I liga           | 7/8              | Wygrane baraże o utrzymanie                |
| 2006  | II               | I liga           | 7/7              | Przegrane baraże o utrzymanie              |

| Poziom ligowy | Liczba sezonów | Sezony    |
| ------------- | -------------- | --------- |
| II            | 2              | 2005–2006 |
| III           | 3              | 2002–2004 |